# Сельское поселение «Село Шанский Завод»
Се́льское поселе́ние «Село Шанский Завод» — муниципальное образование в Износковском районе Калужской области Российской Федерации.
Административный центр — село Шанский Завод.

## История
Статус и границы сельского поселения установлены Законом Калужской области от 28 декабря 2004 года № 7-ОЗ «Об установлении границ муниципальных образований, расположенных на территории административно-территориальных единиц „Бабынинский район“, „Боровский район“, „Дзержинский район“, „Жиздринский район“, „Жуковский район“, „Износковский район“, „Козельский район“, „Малоярославецкий район“, „Мосальский район“, „Ферзиковский район“, „Хвастовичский район“, „Город Калуга“, „Город Обнинск“, и наделении их статусом городского поселения, сельского поселения, городского округа, муниципального района».

## Население
| 2010 | 2012 | 2013 | 2014 | 2015 | 2016 | 2017 |
| ---- | ---- | ---- | ---- | ---- | ---- | ---- |
| 403  | ↘387 | ↗389 | ↗391 | ↗395 | ↘380 | ↗388 |
| 2018 | 2019 | 2020 | 2021 |      |      |      |
| ↘385 | ↘381 | ↗388 | ↘347 |      |      |      |

## Состав сельского поселения
| №  | Населённый пункт | Тип населённого пункта       | Население |
| -- | ---------------- | ---------------------------- | --------- |
| 1  | Антупово         | деревня                      | ↘0        |
| 2  | Бабино           | деревня                      | ↘3        |
| 3  | Бизяево          | деревня                      | ↘19       |
| 4  | Гиреево          | деревня                      | ↗24       |
| 5  | Грибаново        | деревня                      | →0        |
| 6  | Ивлево           | деревня                      | ↘0        |
| 7  | Никулино         | деревня                      | ↘23       |
| 8  | Павлищево        | деревня                      | ↘18       |
| 9  | Ростово          | деревня                      | ↗19       |
| 10 | Смелый           | посёлок                      | ↘1        |
| 11 | Становое         | деревня                      | ↗15       |
| 12 | Терехово         | деревня                      | ↘2        |
| 13 | Фокино           | деревня                      | ↘28       |
| 14 | Шанский Завод    | село, административный центр | ↘237      |
| 15 | Шевнево          | деревня                      | ↗14       |